# Snapchat
Snapchat [snepčet] (původně Picaboo) je aplikace primárně používaná k posílání multimediálních zpráv mezi dvěma či více lidmi. Byla vyvinuta společností Snap Inc. konkrétně podnikatelem Evanem Spiegelem, softwarovým inženýrem Bobbem Murphym a Reggie Brown. Aplikaci využívá na 293 milionů aktivních uživatelů. (červenec 2021). Snapchat je postavena na principu, že uživatel vyfotí, nebo natočí nějakou situaci svým mobilním telefonem a pošle ji přátelům. Fotografie po uběhnutí 1–10 sekund (záleží na nastavení odesílatele) zmizí. Odpověď na takovou zprávu je poté opět fotografie, nebo krátké video. Pořízené fotografie je možné si ukládat do alba, příjemce zprávy si může fotografii či video screenshotnout, ale v takovém případě se u jeho jména objeví symbol toho že to udělal.
Aplikace je dostupná pro Android a iOS.

## Historie
Aplikace byla vyvinuta a spuštěna do provozu v roce 2011 jako Picaboo na operačním systému iOS. Měsíc po spuštění byl ze společnosti propuštěn Reggie Brown, který s nápadem na aplikaci původně přišel. Znovu spuštěna byla poté v září 2011 jako Snapchat. Spor ohledně podílu Reggieho Browna na vzniku aplikace skončil soudním sporem mezi dalšími dvěma vlastníky a to podnikatelem Evanem Spiegelem a softwarovým inženýrem Bobbem Murphym. Byl ukončen až v roce 2014 mimosoudním vyrovnáním za 157,5 milionů dolarů. Společnost zaznamenala hned po uvedení na trh růst a v květnu 2012 bylo za jednu sekundu již přeposíláno na 25 obrázků, od listopadu 2012 prošla Snapchatem miliarda fotografií a 29. října byla vydána verze i pro Android. Podle veřejných statistik společnosti Snap Inc. v květnu 2015 prošlo přes aplikaci již 2 miliardy videí denně a v listopadu dokonce 6 miliard. Do roku 2016 přes aplikaci proudilo 10 miliard poslání za den. V září 2016 se společnost Snapchat Inc. přejmenovala na Snap Inc., jelikož svoje aktivity rozšířila. Konkrétně o něco později představené brýle Spectacles s kamerou, schopné zachytávat 10sekundová videa.